# Epeolus rubrostictus
Epeolus rubrostictus är en biart som beskrevs av Cockerell och Sandhouse 1924. Epeolus rubrostictus ingår i släktet filtbin, och familjen långtungebin. Inga underarter finns listade i Catalogue of Life.